# Eroberung von Jerusalem (614)
Mesiche – Edessa – Satala – Maranga – Dara – Melitene – Solachon – Jerusalem – Konstantinopel – Ninive
Durch die Eroberung von Jerusalem nahmen die persischen Sassaniden im Jahre 614 die Stadt von den Oströmern  ein.

## Vorgeschichte
Das Oströmische Reich wurde seit 603 von den persischen Sassaniden unter Chosrau II. angegriffen. Den persischen Truppen gelangen rasch große Erfolge. Das römische Mesopotamien wurde bis 610 erobert und die Perser drangen anschließend nach Syrien vor. 613 waren Damaskus und Antiochia erobert worden, nachdem ein großes kaiserliches Heer von den Persern vernichtet worden war.

## Eroberung Jerusalems
Jerusalem wurde im Juli 614 von den Sassaniden unter General Schahrbaraz nach 21-tägiger Belagerung erobert. Beteiligt waren angeblich ungefähr 20.000 jüdische und zahlreiche arabische einheimische Kämpfer.
Bei und nach der Eroberung der Stadt wurden viele Einwohner getötet und zahlreiche Kirchen zerstört. Das Heilige Kreuz, eine der wichtigsten Reliquien, wurde nach Persien gebracht, ebenso viele Christen wie der Patriarch Zacharias.

## Weitere Entwicklung
Jerusalem wurde nun von einem jüdischen „Rat der Gerechten“ unter Führung von Nehemia ben Huschiel geleitet. Nach einigen Monaten kam es zu einem Aufstand der christlichen Bevölkerung. Viele Juden wurden getötet, die Überlebenden flohen nach Caesarea zu Schahrbaraz. Nach 19 Tagen eroberte dieser die Stadt zurück.
629 wurde Jerusalem von Kaiser Herakleios, der seit 622 erfolgreich gegen die Perser vorgegangen war, zurückgewonnen, nachdem er sich im Sommer 629 mit dem gegen den neuen persischen König Ardaschir III. revoltierenden Schahrbaraz verständigt hatte. Am 21. März 630 zog der Kaiser mit dem Heiligen Kreuz in der Stadt ein. Dieses Ereignis fand in der christlichen Welt große Beachtung.